# Utiel

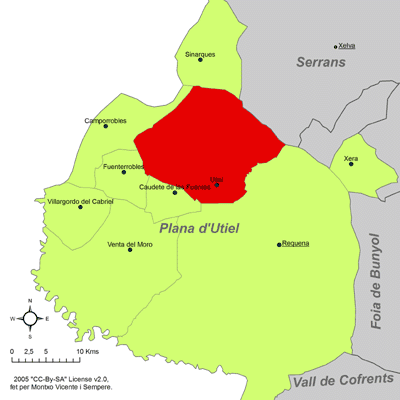
Położenie gminy na mapie comarki Plana d'Utiel.

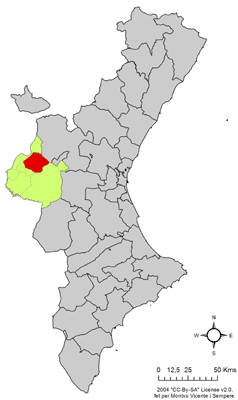
Położenie gminy na mapie Walencji.

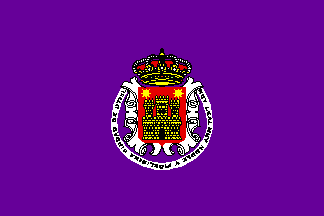
Flaga gminy.

Utiel – gmina w Hiszpanii, we wspólnocie autonomicznej Walencja, w prowincji Walencja, w comarce Plana de Utiel-Requena.
Powierzchnia gminy wynosi 236,9 km². Zgodnie z danymi INE, w 2011 roku liczba ludności wynosiła 12 449, a gęstość zaludnienia 52,55 osoby/km². Wysokość bezwzględna gminy równa jest 720 metrów. Współrzędne geograficzne gminy to 39°34’2”N 1°12’24” W. Kod pocztowy do gminy to 46300.
Obecnym burmistrzem gminy jest José Luis Ramírez Ortiz z Hiszpańskiej Partii Ludowej. Od 6 do 15 września w gminie odbywają się regionalne fiesty.

## Dzielnice ipedanías
W skład gminy wchodzi osiem dzielnic i pedanías, walencyjskich jednostek administracyjnych:
- Las Casas
- Los Corrales
- Las Cuevas
- Estenas
- La Torre
- El Remedio
- Casas de medina
- El hontanar

## Demografia
| 1990   | 1992   | 1994   | 1996   | 1998   | 2000   | 2002   | 2004   | 2005   |
| ------ | ------ | ------ | ------ | ------ | ------ | ------ | ------ | ------ |
| 12.316 | 11.813 | 12.019 | 11.782 | 11.843 | 11.781 | 11.789 | 11.848 | 11.899 |

## Współpraca
Pertuis